# Grunerhorn
Das Grunerhorn ist ein Berggipfel (bzw. eine Gipfelgruppe) im Massiv des Oberaarhorns in den Berner Alpen. Es liegt im Süden des Gemeindegebiets von Guttannen im Schweizer Kanton Bern.

## Name
Der Berg erhielt in den 1840er Jahren seinen Namen nach dem Berner Naturforscher Gottlieb Sigmund Gruner (1717–1778). Auf der Dufourkarte, Blatt 18, veröffentlicht 1855, ist der Berg (wohl irrtümlich) mit Grünenhorn eingetragen; seine gemessene Höhe ist dort wegen der damals vorhandenen Schneekuppe mit 3518 m angegeben. Das Jahrbuch des Schweizer Alpen-Clubs 1865 bemerkte dazu: «Der Name Grünenhorn für den Gipfel zwischen dem Scheuchzerhorn und dem Oberaarhorn soll in Grunerhorn umgeändert werden, da der Name dieses Gipfels dem alten Erforscher der Helvetischen Eisgebirge zum Gedächtniss zu gleicher Zeit mit dem Escher-, Scheuchzerhorn und Altmann creiert worden ist.»

## Geografie
Vom Oberaarhorn (3631 m), das auf der Hauptwasserscheide zwischen den Flussgebieten des Rheins und der Rhone liegt, erstreckt sich eine acht Kilometer lange Bergkette gegen Nordosten, die das Hochtal mit dem Oberaargletscher vom Tal des Unteraargletschers trennt. Auf dieser Bergreihe mit einer wechselnden Abfolge von zackigen Graten und markanten Gipfeln, die unter Einbeziehung von Studerhorn und Altmann im Westen auch Studerhorn-Grunerhorn-Kette genannt wird, bildet das Grunerhorn die erste selbständige Gipfelgruppe in der Umgebung des Oberaarhorns. Der Gipfel Pt. 3437 m des Grunerhorns ist rund einen Kilometer vom Gipfel des Oberaarhorns entfernt und mit diesem über einen scharf ausgeprägten, stufenweise absteigenden Grat verbunden. Der nächste Berg in der Gratkette ist das Scheuchzerhorn (3455 m).
Als Grunerhorn wird je nach Quelle einer von mehreren Gratgipfeln bezeichnet, die nahe beieinander in der Mitte des Grates zwischen dem Oberaarhorn und dem Scheuchzerhorn liegen und nur durch Scharten mit einer geringen Höhe getrennt sind. 300 Meter nordöstlich vom Hauptgipfel (gemäss Swisstopo) mit der Höhe von 3437 m steht ein Nebengipfel mit der Höhe von 3431 m, der manchmal als Referenz für die Höhenangabe des Grunerhorns erwähnt wird und Grunerhorn-Nordgipfel genannt werden kann. 300 Meter südlich und 500 Meter südlich vom Hauptgipfel befinden sich zwei Zacken im Grat zum Oberaarhorn mit der Höhe von 3463 m und 3499 m, die als Grunerhorn-Südgipfel gelten können.
An der steilen Ostflanke des Berges liegen Firnfelder im ehemaligen Nährbereich des Oberaargletschers, die jedoch seit einigen Jahren wegen der Gletscherschmelze mit dem tiefer liegenden Gletscher nicht mehr verbunden sind. Die noch steilere Westflanke hat kleine Hanggletscher hoch über dem Finsteraargletscher.

## Geologie
Die Oberaarhorn-Gruppe gehört zum geologischen Gebiet des Aarmassivs. Am Grunerhorn treffen sich Schichten von Granit, die den Südgrat prägen, und von Amphibolit in der Gratzone bis zum Scheuchzerhorn. Unter dem Grunerhorn befindet sich eine Mineralien-Fundstelle, wo Bergkristall und Chamosit geborgen wurden.

## Alpinismus
Der Normalanstieg erfolgt über den Oberaargletscher oder von der südlich gelegenen Oberaarjochhütte aus über Gletscher und Firn und zum Schluss durch Fels. Vom Aarbiwak führt eine Route über das Grunerhorn in das Gebiet des Oberaargletschers.
Das Grunerhorn ist ein Skitourenziel mit der SAC-Schwierigkeitsstufe S.